# Attack of the Microphone
Attack of the Microphone est un groupe de punk rock canadien, originaire de Matane, dans le Bas-Saint-Laurent, au Québec. Il est formé au printemps 2004 à la rencontre de Sébastien Thibault (The Awards) et Martin Bouchard (December Shade). Depuis, ils feront la première partie de The Sainte Catherines, des Vulgaires Machins et de GrimSkunk. Ils se démarquent par l'attention qu'ils portent au format de distribution de leurs disques. Le groupe ne donne plus signe d'activité depuis 2012.

## Discographie
Attack of the Microphone est formé au printemps 2004 à la rencontre de Sébastien Thibault (The Awards) et Martin Bouchard (December Shade). Leur EP de cinq pièces, Muerte de Risa (2004), est leur premier essai et est considéré par le band lui-même comme un mélange bâtard entre Queens of the Stone Age et Faith No More.[réf. nécessaire] Le boîtier est fait de deux feuilles de carton solide et fermé par des vis et écrous.
Le premier album studio, Close the Book, the Bull Is Leaking, est publié le 16 décembre 2006. Il permet à Attack de se faire connaître au Québec. Encore une fois, ils furent comparés aux Queens of the Stone Age mais aussi à Refused par l'hebdomadaire montréalais, Mirror. De plus, le coffret n'est pas en format plastique standard. Il s'agit plutôt d'un livre fait à la main avec quelques illustrations. Leur deuxième EP, Black on Black, est produit en édition limitée de 100 copies et mis en vente lors des concerts. La pochette réalisée par le batteur du groupe, Sébastien Thibault, fut finaliste dans la catégorie « Culturel » au concours LUX 2007.
Cemetery Blues, leur deuxième album studio, est travaillé et peaufiné pendant deux ans. Bien qu'auto-produit, cet album bénéficie de deux séances de pré-production avec Jonathan Cummins et fut matricer par Harris Newman qui avait déjà travaillé avec Arcade Fire et The Dears. Le lancement a lieu à la suite de leur tournée avec les Vulgaires Machins. Le disque est distribué sous forme de livre mais il était aussi disponible en téléchargement gratuit. Attack of the Microphone sont nommés groupe du mois sur QuebecPunkScene.net en octobre 2007. À la fin août 2008, ils tournent avec Vulgaires Machins dans l'Est du Québec. Au printemps 2009, ils produisent un split de six pièces avec le groupe Dutch Oven. Le concept étant d'échanger du matériel entre les deux groupes permit à Attack de développer un son plus punk hardcore.
Enregistrées en 2010, et tout juste sorties en novembre 2011, deux nouvelles chansons (Jägermeister Flood et No Work, No Play Makes Jack a Dull Boy) sont disponibles sur une compilation titrée Empty Vessel, sur laquelle Attack partage la place avec trois autres groupes (Holy Divide, Iron Giant, et Death Valley Driver). Le groupe ne donne plus signe d'activité depuis 2012.

## Membres

### Derniers membres
- Martin Bouchard - chant
- Pierre Paradis - guitare
- François Turcotte - guitare
- Sébastien Thibault - batterie
- Stéphanie Vézina - basse
- Jean-François Levasseur - guitare

### Anciens membres
- Jonathan Lebreux - guitare
- Olivier Desbiens - basse

## Discographie
- 2006 : Close the Book, the Bull Is Leaking
- 2008 : Cemetery Blues (Bandit Records)

### Singles et EP
- 2004 : Muerte de Risa
- 2006 : Prelude
- 2007 : Back on Black

### Split
- 2009 : A Mirage of Flesh (split avec Dutch Oven)